# Блоковий клітинний автомат

Перші три кроки послідовності зубочистки та її емуляція блоковим клітковим автоматом з околицею Марґолуса

Бло́ковий кліти́нний автома́т — клас клітинних автоматів, у яких ґратку розбито на блоки, а функція переходу застосовується до кожного блоку окремо. Блокові клітинні автомати корисні для моделювання фізичних явищ, оскільки часто нескладно вибрати функції переходу так, щоб клітинний автомат був оборотним і підкорявся вибраним законам збереження.

## Визначення
Клітинний автомат — це регулярна ґратка з комірок, стан кожної з яких береться зі скінченної множини станів, і функція переходу, необхідна для оновлення станів комірок, виходячи зі станів їхніх сусідів. Його називають блоковим, якщо ґратку розбито на рівні блоки, що не перетинаються, і функція переходу використовує як окіл кожної комірки її блок. Такий автомат повинен мати певну скінченну кількість розбиттів на блоки, що використовуються почергово: наприклад, одне розбиття може зсуватися в певному напрямку.
Таким чином, під час кожного кроку автомата до всіх комірок одночасно застосовується функція переходу, яка змінює кожен блок незалежно від інших, потім розбиття змінюється наступним і повторюється крок. Це дозволяє виконувати нетривіальні обчислення, використовуючи достатньо прості функції переходу.

## Приклади

Окіл Марґолуса для блокових клітинних автоматів. Правило перетворення почергово діє на блоки 2×2, обмежені синіми лініями, і блоки 2×2, обмежені пунктирними червоними лініями.

### Окіл Марґолуса
Найпростішим прикладом такої схеми є околиці Марґолуса, в якому комірки квадратної ґратки поділено на блоки 2×2 вертикальними та горизонтальними прямими, а після кожного кроку поділ на блоки зсувається на одну комірку по горизонталі та вертикалі; таким чином, всі чотири комірки будь-якого блоку опиняються на наступному кроці в різних блоках. Цей окіл названо на честь Нормана Марґолуса (англ. Norman Margolus), одного з перших дослідників блокових клітинних автоматів.

### Критери
Прикладом блокового клітинного автомата, що використовує окіл Марґолуса, є «Критери». Функція переходу «Критерів» змінює стан кожної комірки на протилежний, якщо кількість живих комірок у блоці не дорівнює двом, і обертає на 180° блок цілком, якщо це число дорівнює трьом. Оскільки кількість живих комірок змінюється на кількість мертвих, а функції переходу при кожному значенні числа комірок оборотні, такий клітинний автомат оборотний на кожному блоці, тому оборотний у цілому. Тим не менш, він виявляє складну динамічну поведінку, схожу на гру «Життя» Конвея; зокрема, він повний за Тюрінгом, див. подробиці у відповідній статті.